# Pingshan, Shijiazhuang
Pingshan är ett härad som lyder under Shijiazhuangs storsstadsområde i Hebei-provinsen i norra Kina.

## Administrativ indelning
Köpingar:
- Pingshan (平山镇), Donghuishe (东回舍镇), Wentang (温塘镇), Nandian (南甸镇), Gangnan (岗南镇), Zhongguyue (中古月镇), Xiahuai (下槐镇), Mengjiazhuang (孟家庄镇), Xiaojue (小觉镇), Jiaotanzhuang (蛟潭庄镇), Xibaipo (西柏坡镇), Xiakou (下口镇)

Socknar:
- Xidawu (西大吾乡), Shangsanji (上三汲乡), Lianghe Township, Pingshan County, Lianghe (两河乡), Dongwangpo (东王坡乡), Sujiazhuang (苏家庄乡), Zhaibei (宅北乡), Beiye (北冶乡), Shangguanyintang (上观音堂乡), Yangjiaqiao (杨家桥乡), Yingli (营里乡), Hehekou (合河口乡)